# 스탠리 노먼 코헨

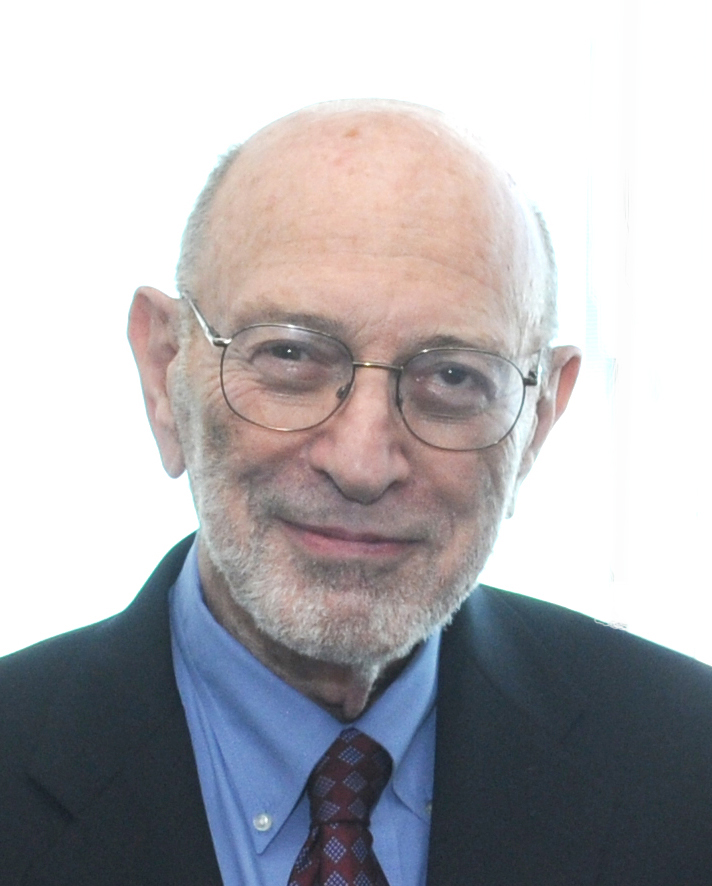

스탠리 노먼 코헨(Stanley Norman Cohen, 1935년 2월 17일 ~ )은 미국의 유전학자이자 스탠포드 대학교 의과대학의 궈팅리(Kwoh-Ting Li) 교수이다. 스탠리 코헨과 허버트 보이어(Herbert Boyer)는 한 생물체에서 다른 생물체로 유전자를 이식한 최초의 과학자였으며, 이는 유전공학의 근본적인 발견이었다. 인간 성장 호르몬과 B형 간염 백신을 포함하여 수천 개의 제품이 그들의 연구를 기반으로 개발되었다. 면역학자인 휴 맥데빗(Hugh McDevitt)에 따르면, "코헨의 DNA 복제 기술은 거의 모든 분야의 생물학자들에게 도움이 되었다." 그것이 없었다면 "생명의학과 생명공학의 얼굴은 완전히 달라졌을 것이다."라고 말했다. 보이어는 공동 작업을 기반으로 1976년 제넨텍를 공동 창립했지만 코헨은 시터스 코퍼레이션(Cetus Corporation)의 컨설턴트였으며 합류를 거부했다. 코헨은 2022년 자신이 2016년 설립한 생명공학 회사에 투자자들을 오인해 사기를 저지른 혐의로 유죄판결을 받고 2900만 달러의 손해배상금을 지불했다.